# Szentiványi-tó
A Szentiványi-tó (szlovákul Capie pleso, lengyelül Capi Staw) a Magas-Tátrában a Malompataki-völgyben a Csorbai-csúcs mentén a Döller-tó déli szomszédságában 2075 m tengerszint feletti magasságban fekvő gleccsertó. A Würm-glaciális végén a gleccserek maradványaként keletkezett. Lefolyása nincs. Magyar elnevezésében Szentiványi József (1817-1906), a Magyarországi Kárpát-egyesület alapító tagjának nevét viseli. Vízszintje kismértékben váltózó. Józef Szaflarski lengyel geográfus 1933-as mérésekor a tó hossza 224 m, szélessége 152 m, területe 2,426 hektár, legmélyebb pontja 16,8 m volt. A méréseket az 1960-as években a Tátra Nemzeti Park munkatársai megismételték, ekkor hossza 246 m, szélessége 175 m, területe 3,054 hektár, legmélyebb pontja 17,5 m volt.

## Képtár

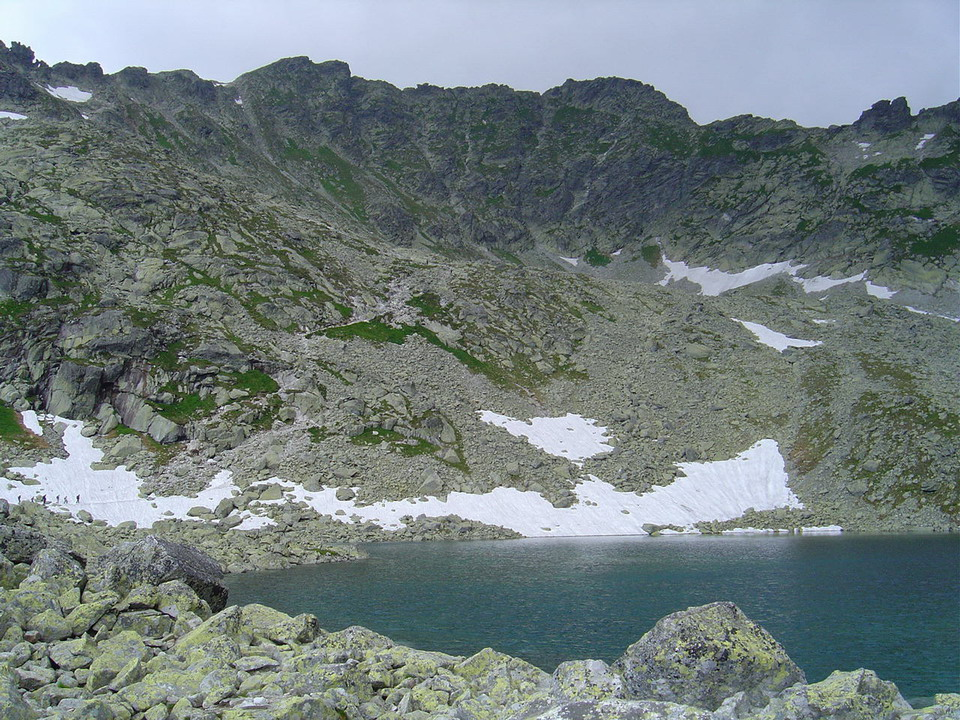
A Szentiványi-tó
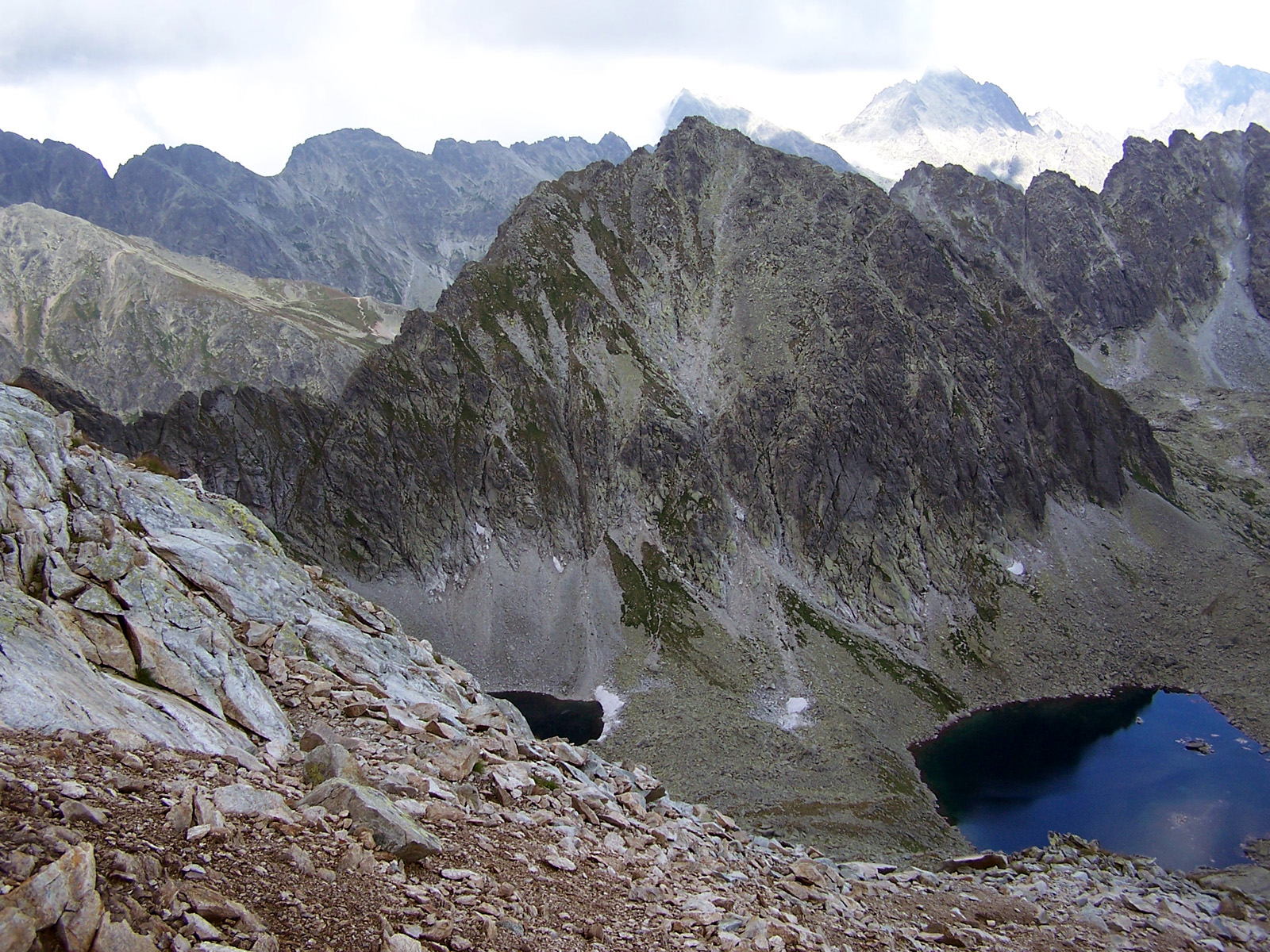
A Csorbai-csúcs mentén fekvő Döller- és Szentiványi-tó (jobb szélen)
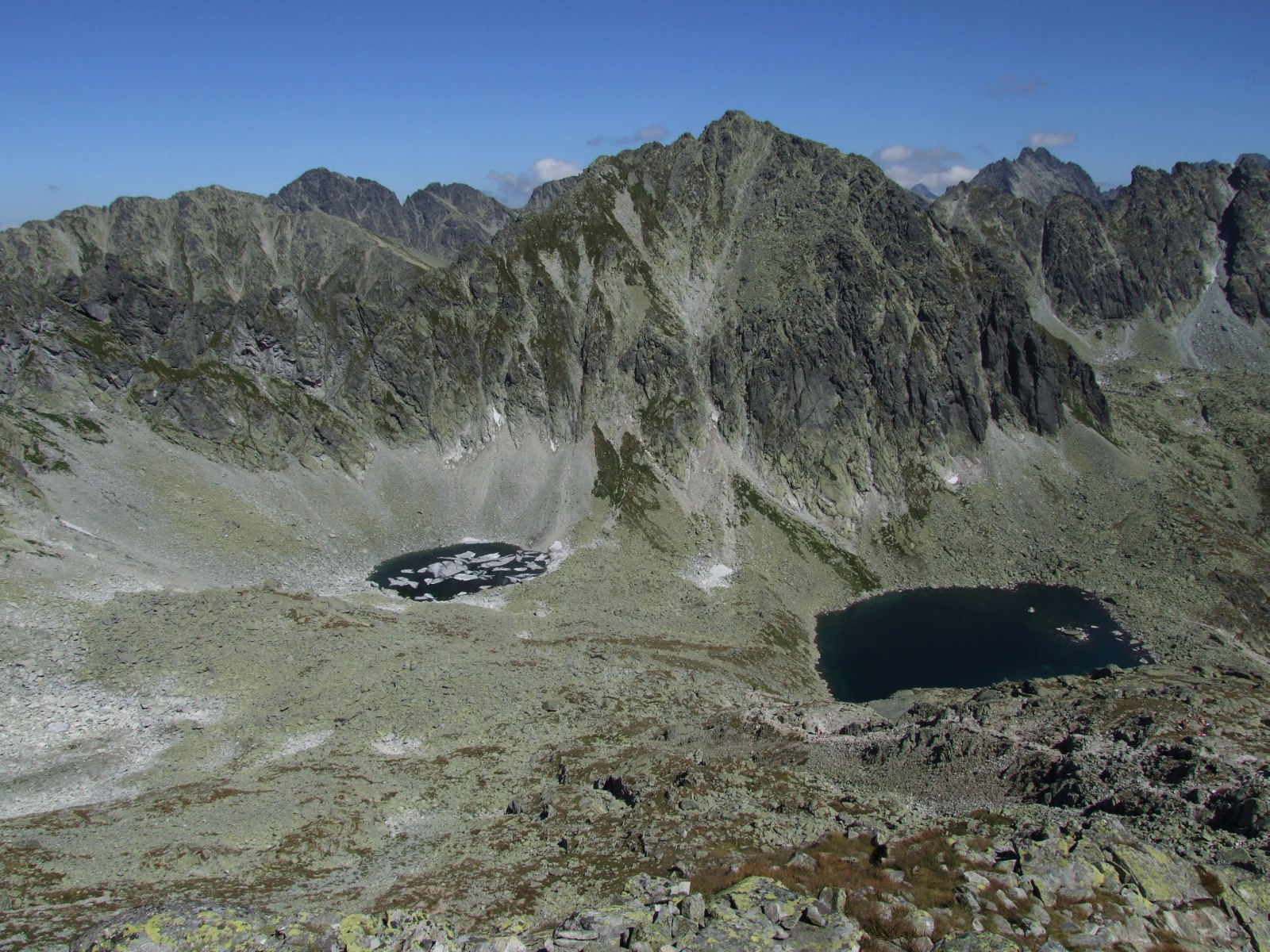
A Döller- és a Szentiványi-tó

## Fordítás
- Ez a szócikk részben vagy egészben a Capie pleso című cseh Wikipédia-szócikk ezen változatának fordításán alapul.  Az eredeti cikk szerkesztőit annak laptörténete sorolja fel. Ez a jelzés csupán a megfogalmazás eredetét és a szerzői jogokat jelzi, nem szolgál a cikkben szereplő információk forrásmegjelöléseként.